# Annette Pavy
Pour les articles homonymes, voir Pavy.
Annette Pavy est une actrice française née en 1944.

## Biographie
Elle a joué à la Comédie-Française et a souvent interprété le rôle d'une bonne copine à la télévision : Christine, Les Fargeot, mais on l'a vue dans un registre plus dramatique : Joseph Balsamo, La Feuille d'érable.
De 1978 à 1982, elle anime la tranche horaire de 7 heures à 8 heures 45 sur France Inter aux côtés de Pierre Douglas. Au début des années 1980, elle présente sur Antenne 2 le Palmarès 80 en compagnie de Guy Lux. Elle est aussi un temps présentatrice et animatrice sur FR3. Enfin elle présente dès septembre 1989 Le Club du téléachat avec Francis Cadot sur La Cinq.

## Théâtre
- 1966 : Croque-monsieur de Marcel Mithois, mise en scène Jean-Pierre Grenier, Théâtre des Ambassadeurs
- 1966 : Le Mariage forcé de Molière, mise en scène Jacques Charon, Comédie-Française : Une égyptienne
- 1967 : Dom Juan de Molière, mise en scène Antoine Bourseiller, Comédie-Française (élève du conservatoire)
- 1967 : Cyrano de Bergerac d'Edmond Rostand, mise en scène Jacques Charon, Comédie-Française : Une précieuse
- 1968 : Brève Rencontre & Nous dansions de Noël Coward, mises en scène Jacques Mauclair, Théâtre Saint-Georges
- 1969 : Occupe-toi d'Amélie de Georges Feydeau, mise en scène Jacques Charon, Théâtre de la Madeleine
- 1972 : Le Tombeur de Neil Simon, mise en scène Emilio Bruzzo, Théâtre de la Madeleine
- 1977 : Les Femmes savantes de Molière, mise en scène Jean Meyer, Théâtre des Célestins

## Filmographie

### Télévision
- 1966 : Au théâtre ce soir : Les Jours heureux de Claude-André Puget, mise en scène Jacques-Henri Duval, réalisation Pierre Sabbagh, Théâtre Marigny : Francine
- 1968 : Au théâtre ce soir : J'ai 17 ans de Paul Vandenberghe, mise en scène Robert Manuel, réalisation Pierre Sabbagh, Théâtre Marigny : Louise
- 1970 : Les Dossiers du professeur Morgan (épisode : La Mort au pied du mur)
- 1971 : La Dame de Monsoreau (épisode : 2. L'homme en noir) : la servante, à Fontainebleau
- 1971 : Les Nouvelles Aventures de Vidocq, épisode La Caisse de fer de Marcel Bluwal
- 1972 : 4500 kilos d'or pur (téléfilm) de Philippe Ducrest : La standardiste
- 1973 : L'Éloignement de Jean-Pierre Desagnat (série TV) : Annette
- 1973 : Joseph Balsamo, feuilleton télévisé d'André Hunebelle : Nicole
- 1974 : Schulmeister, l'espion de l'empereur (épisode : L'Affaire Adams) de Jean-Pierre Decourt : La camériste
- 1975 : Christine de Raymond Barrat : Zouzou